# Zielona Latarnia: Pierwszy lot
Zielona Latarnia: Pierwszy lot (ang. Green Lantern: First Flight) to pełnometrażowy film animowany z 2009 roku w reżyserii Lauren Montgomery w oparciu o postacie występujące w świecie DC Comics.

## Fabuła
Kiedy pilot testowy Hal Jordan dostaje od umierającego kosmity Abin Sura tajemniczy pierścień, zostaje przemieniony w Zieloną Latarnię, jednego ze strażników wszechświata. Został on przekazany pod nadzór starszego oficera Thaal Sinestro, który bada zabójstwo Abina. Ten zginął podczas prowadzenia tajnego dochodzenia w sprawie Kanjar Ro, któremu udało się zlokalizować i ukraść żółty element, źródło mocy, które może zagrozić Korpusowi Zielonych Latarni. Lecz nikt nie zdaje sobie sprawy, że Sinestro naciska Kanjar Ro, by ten pokazał gdzie ukrył element, w celu zapewnienia sobie siły porównywalnej do mocy baterii Zielonej Latarni. Hal musi pokonać Sinestro, który zdradził Zielony Korpus.

## Obsada
- Christopher Meloni jako Hal Jordan
- Victor Garber jako Thaal Sinestro
- Tricia Helfer jako Boodikka
- Michael Madsen jako Kilowog
- John Larroquette jako Tomar-Re
- Kurtwood Smith jako Kanjar Ro
- Larry Drake jako Ganthet
- William Schallert jako Appa Ali Apsa
- Malachi Throne jako Ranakar
- Olivia D'Abo jako Carol Ferris
- Richard Green jako Cuch
- Juliet Landau jako Labella
- David Lander jako Ch'p
- Richard McGonagle jako Abin Sur
- Rob Paulsen jako Zbrojmistrze z Qward
- Kath Soucie jako Arisia Rrab

## Ścieżka dźwiękowa
1. "Main Title" (2:06)
2. "The Ring Chooses Hal" (4:42)
3. "Hal Meets / The Flight of The Lanterns" (3:46)
4. "Labella's Club" (3:28)
5. "Going After Cuch" (3:04)
6. "The Way I Heard It" (2:19)
7. "Bugs in the Baggage" (4:14)
8. "Teleport Pursuit" (2:28)
9. "Brutal Attack / Fate of Kanjar Ro" (3:50)
10. "Relinquishing the Ring" (1:16)
11. "Back From / Boodikka Turns" (5:49)
12. "Weaponers / Sinestro Transforms" (4:28)
13. "The New Power Arrives" (2:35)
14. "The Corps Fights Sinestro" (2:48)
15. "The Corps Fall" (1:34)
16. "Revival of the Green Lantern" (2:25)
17. "Asteroid Battle" (2:47)
18. "Ring Against Ring" (3:00)
19. "The Green Lantern Pledge" (1:03)
20. "End Credits" (3:00)